# Barba di tre giorni

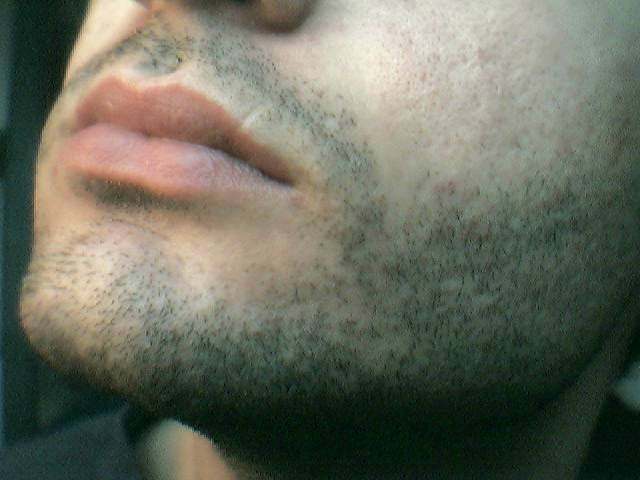
Barba di tre giorni

La barba di tre giorni è un tipo di barba corta che non nasconde completamente la pelle del viso.

## Storia
Sebbene abbia inevitabili antecedenti nella storia del costume, la cosiddetta "barba di tre giorni" divenne una vera e propria moda a partire dal 1986-87 grazie al cantante George Michael e l'attore Don Johnson durante gli anni 80 del XX secolo, quando, secondo gli standard del periodo, rispecchiava i concetti di accuratezza, igiene, intelligenza, trasandatezza e virilità che avrebbe dovuto avere un uomo. Tale acconciatura, inoltre, richiamava il Clint Eastwood freddo e macho dei western all'italiana degli anni 60, che era ritenuto affascinante e carismatico.
Agli inizi del III millennio, la barba di tre giorni divenne nuovamente popolare grazie a George Clooney e i cantanti Craig David e Jason Derulo. Quando George Michael lanciò la moda nel 1986, dopo aver portato per anni il viso rasato e dopo la breve parentesi della barba piena, fatta crescere al suo ritorno dal viaggio in Cina durante il Wham! Tour Live in Cina del 1985, sembrava una novità. Nonostante la barba fosse corta era molto curata e delineata. Passò di moda agli albori dei primi anni 90, per poi tornare in una versione più trascurata nei tardi anni 2000 e nei primi anni 2010.
A partire dalla metà degli anni 2010 la barba corta venne soppiantata dalle lunghe barbe della moda Hipster e, nei primi anni 2020, dai visi tornati di nuovo rasati.